# Ryparobius dubius
Ryparobius dubius är en svampart som beskrevs av Boud. 1869. Ryparobius dubius ingår i släktet Ryparobius och familjen Thelebolaceae.  Utöver nominatformen finns också underarten lagopi.
I den svenska databasen Dyntaxa används istället namnet Thelebolus dubius för samma taxon.  Arten är reproducerande i Sverige.